# Гай Саллюстій Крисп Пассієн
Гай Саллю́стій Крисп Па́ссієн (лат. Gaius Sallustius Crispus Passienus; 8 рік до н. е. — 47 рік н. е.) — політичний діяч ранньої Римської імперії, консул-суффект 27 року, ординарний консул 44 року.

## Життєпис
Походив з роду Пассієнів. Син Луція Пассієна Руфа, консула 4 року до н. е. Усиновлений Гаєм Саллюстієм Криспом, сином відомого історика. У правління імператора Тиберія вів декілька процесів перед судом центумвірів, за це був отримав статую у базиліці Юлія. Виголосив промову на захист Волузена Катула. З 21 року входив до жрецьких колегій септемвірів епулонів, августалів та титіїв. У 18 році Пассієн став квестором імператора Тиберія. Згодом — у 24 році — Саллюстій обіймав посаду претора, а у 27 році призначено консулом-суффектом.
У 42—43 роках як проконсул керував провінцією Азія. У 44 році став консулом разом з Титом Статілієм Тавром.
Помер у 46 році, отруєний дружиною Агріпіною заради спадщини (200 млн сестерціїв). По смерті отримав державний похорон, а на його надгробному пам'ятнику були зображені коні.

## Родина та характер
Був одружений з Доміцією, тіткою імператора Нерона. Вів у суді її справу проти брата Гнея Агенобарба про повернення грошей. Згодом розлучився з нею і у 41 році одружився з Агріпіною, донькою Германіка й матір'ю Нерона.
Володів величезним статком, зокрема віллою в Тускулумі. Був відомий красномовством і дотепністю, користувався прихильністю всіх імператорів, виявляючи щодо них лояльність. Дружив з Сенекою, який присвятив йому дві епіграми.